# تامي مويو
تامسانغا 'تامي' مويو (بالإنجليزية: Thamsanqa 'Tamy' Moyo)‏ (مواليد 5 يناير 1998)، هي مُمثلة وفنانة موسيقية زيمبابوية. كان أبرز دور سينمائي لها هُو تجسيدها لشخصية «سارة» في فيلم غوناريزو الذي صدر سنة 2020.